# Nel frattempo
Nel frattempo (Meanwhile) è il ventiseiesimo episodio della settima stagione della serie animata Futurama. L'episodio è stato trasmesso originariamente il 4 settembre 2013 su Comedy Central, mentre la prima visione italiana risale al 1º ottobre 2014 su Italia 1. Il suo codice di produzione è 7ACV26.

## Trama
L'equipaggio della Planet Express si trova a consegnare un pacco al parco divertimenti della Luna, che Fry e Leela ricordano essere stato il luogo della loro prima consegna (La serie è atterrata). Mentre fanno un giro su una giostra del parco, Bender vomita viti e bulloni e uno di questi si incastra tra i meccanismi della giostra causando un sobbalzo che scaglia Leela fuori dalla cupola che ricopre il Luna Park. Inizialmente data per morta poiché fuori dalla cupola non è presente ossigeno, Leela riappare a sorpresa essendo riuscita a sopravvivere aspirando l'aria da un palloncino. Nonostante il lieto fine, Fry è provato dall'esperienza perché si rende conto che il tempo che avranno da vivere insieme non sarà infinito, e quindi decide che la sera successiva chiederà a Leela di sposarlo.
L'indomani, nuovamente sulla Terra, il Professor Farnsworth mostra all'equipaggio la sua ultima invenzione, un telecomando con un bottone che riesce a portare il tempo dell'intero universo indietro di 10 secondi. Ad eccezione di chi usa il bottone e di chi si trova nelle immediate vicinanze, nessuno mantiene la memoria dei dieci secondi precedenti, quindi per dimostrarne il funzionamento il professore utilizza un'altra sua invenzione, un rifugio temporale che protegge chi si trova all'interno dagli effetti del bottone. Ogni volta che viene usato, il telecomando impiega altri dieci secondi a ricaricarsi, perciò non è possibile viaggiare indietro nel tempo a piacimento premendolo ripetutamente, ma è invece possibile, premendolo ogni dieci secondi, ripetere quante volte si desidera un dato istante. Fry ha l'idea di sfruttare il bottone quella sera per far durare il tramonto tutto il tempo che desidera dopo che Leela avrà accettato la sua proposta, e quindi ruba il telecomando. Con Bender si reca da un gioielliere e sfrutta il pulsante per rubare numerosi diamanti con i quali realizzare l'anello di fidanzamento e fuggire senza che il negoziante si ricordi di loro. Successivamente consegna l'anello a Leela dicendole di presentarsi sul tetto del Vampire State Building alle 18:30 se accetterà la sua proposta.
Lì Fry inizia ad aspettarla controllando il suo orologio, ma l'orario dell'appuntamento passa senza che lei si sia presentata. Quando sono ormai passate le 19 e Leela non è ancora arrivata, Fry immagina che la sua proposta sia stata rifiutata, e poiché non ha motivo di vivere senza di lei, si lancia dal tetto del grattacielo. Durante la caduta scorge Leela ai piedi del palazzo e controllando l'orologio sulla facciata vede che questo segna le 18:25. Fry capisce quindi che il suo orologio aveva continuato ad andare avanti tutte le volte che aveva usato il bottone e che Leela è in realtà in perfetto orario. Usa allora il telecomando per tornare sul tetto, ma siccome stava già cadendo da più di 10 secondi, il suo effetto è di riportarlo più in alto senza però salvarlo dalla caduta. Fry si trova senza vie d'uscita da questo circolo vizioso e inizia quindi a premere il bottone ogni 10 secondi per salvarsi prima di toccare terra e spiega intanto a Leela il motivo del suo gesto. Il Professore si è intanto accorto che qualcuno ha rubato il telecomando e lo sta usando ripetutamente, e raduna l'equipaggio nel rifugio. Qui Bender tradisce l'amico e rivela le intenzioni di Fry, e il Professore quindi decide di recarsi con gli altri al Vampire State Building sfruttando il rifugio, avvertendoli però di un effetto potenzialmente fatale dell'uso del bottone: se qualcuno uscisse dal rifugio e il telecomando venisse usato dopo meno di 10 secondi, gli anti-croniton rilasciati dal telecomando non saprebbero a quale istante riportarlo e quella persona verrebbe dissolta nel continuum spazio-temporale. Quando raggiungono il grattacielo, Fry è ormai stanco di cadere e per sbaglio si lascia sfuggire il telecomando non riuscendo a premerlo prima di toccare terra e morendo all'istante dell'impatto. Il Professore esce dal rifugio, Leela però raccoglie il telecomando e lo preme, riportando in vita Fry e facendo svanire il Professore. Per salvare l'amico che continua a cadere, Bender ha l'idea di far attivare l'airbag che possiede al suo interno per attutirne l'impatto. Il piano funziona e Fry è salvo, ma il rimbalzo dell'airbag lo fa cadere sopra il telecomando che si distrugge, fermando così il tempo in tutto l'universo ad eccezione che per se stesso e per Leela.
Nonostante lo sconforto di essere ormai soli, i due decidono comunque di sposarsi per conto loro, trasportando i corpi immobili dei loro amici nella chiesa. Dopodiché iniziano a trascorrere quelli che per loro sono decenni viaggiando e visitando il mondo rimasto in stasi. Di tanto in tanto vedono apparire uno strano bagliore di luce che li infastidisce ma, ad eccezione di questo, Fry e Leela trascorrono felicemente la loro vita insieme. Ormai anziani, decidono di ritornare al Vampire State Building a bere lo champagne che Fry aveva versato mentre la aspettava. Lì appare nuovamente il bagliore ma, sorprendentemente, ne fuoriesce il Professore, che non era stato ucciso ma era finito in una dimensione temporale ortogonale alla loro ed era sempre stato alla ricerca del telecomando, senza sapere che era stato distrutto. Fry consegna i pezzi del telecomando che aveva conservato, e il Professore è in grado di ripararlo apportando una modifica: la pressione successiva del bottone rilascerebbe un'enorme quantità di anti-croniton che sbloccherebbero lo stallo temporale e riporterebbero il tempo all'istante prima che lui inventasse il telecomando. Dopo essere invecchiati insieme, Fry e Leela accettano di fare "un altro giro" e il Professore preme il bottone.

## Produzione
A causa della situazione incerta in cui la serie è sempre stata nel corso della sua vita, questo è il quarto episodio scritto per servire da finale di Futurama, dopo Musica dal profondo, Nell'immenso verde profondo e Processore accelerato, tutti scritti da Ken Keeler. Il finale dell'episodio lascia spazio ad un possibile seguito della storia dato che i produttori avevano dichiarato l'intenzione di sondare il terreno per un nuovo rilancio del programma su un altro canale, o con la realizzazione di un film.

## Critica
Nella trasmissione originale l'episodio è stato visto da 2,21 milioni di spettatori, rendendolo il quinto episodio più visto tra quelli trasmessi originariamente su Comedy Central. L'episodio è stato lodato dalla critica. Max Nicholson di IGN scrive che Nel frattempo è "un finale degno per un classico delle serie animate" dando un voto di 9/10.
Zack Handlen di The A.V. Club dice che "i primi cinque minuti sono passabili ma affrettati, e la storia che porta Fry a decidere di proporsi a Leela non è poi così entusiasmante". Tuttavia scrive successivamente che "questo finale sta da qualche parte tra il 'troppo felice' e il 'oh santo cielo quando finirà', il che lo rende praticamente perfetto. Ha tutto ciò che si potrebbe desiderare da Futurama: un'ingegnosa trama sul viaggio nel tempo, Fry e Leela si sposano, Bender fa l'idiota, Zoidberg perde dieci dollari e Fry muore". Ha assegnato all'episodio una A.
Sean Gardert di Paste è stato relativamente più critico scrivendo: "Non dico che Nel frattempo sia un brutto episodio, perché è davvero magnifico, 22 memorabili minuti che non hanno nulla da invidiare a ciò che la serie ha dato prima. Ma dopo essere arrivati al punto di fare qualcosa di veramente impressionante e rivoluzionario per la serie, si sono tirati indietro di nuovo. Sono stato a dir poco deluso, tuttavia aspetto di riguardare questo episodio come replica, e ho già scritto nella mia testa una fanfiction su cosa succederebbe se Fry e Leela tornassero nel passato con i loro ricordi ancora intatti".
Indiewire ha inserito l'episodio nella loro lista dei migliori finali delle serie TV.